# Qlinux
Qlinux es un núcleo Linux que proporciona calidad de servicio garantizada para requerimientos de tiempo real flexible. Por lo tanto no es un sistema operativo específico de tiempo real, sino que está orientado hacia aplicaciones multimedia que requieren una determinada calidad de servicio.

## Introducción
Los sistemas operativos de tiempo real existen comercialmente desde hace años. Se caracterizan por su alto rendimiento, ofrecen un entorno completo de desarrollo y buena asistencia técnica. Como aspectos negativos cabe señalar su elevado coste y su política de código cerrado. Las variantes de Linux para tiempo real ofrecen una alternativa open source a las soluciones comerciales.

## Arquitectura
Usa una arquitectura precursora a la de Kernel preemptable, pero en este caso no solo aplicada al acceso de la CPU sino también a la red y al disco.

## Características
La última versión de Qlinux se basa en el kernel 2.4.4 e incluye las siguientes características :
- H-SFQ (Hierarchical Start time Queuing) para el planificador de la CPU. El planificador activa una planificación jerárquica de forma que asigna ancho de banda de la CPU de forma justa entre las aplicaciones.
- H-SFQ para el planificador de paquetes de red. De manera similar a la anterior, pero en este caso proporciona transferencias garantizadas y una asignación de ancho de banda para los paquetes de flujos individuales o clases de flujos.
- Planificación del disco (Cell disk sheduler). Soporta múltiples clases de aplicaciones: interactivas, best-effort, transferencias intensivas, de tiempo real flexible, etc.

Cuando se activa Qlinux estas características reemplazan a las disponibles en el kernel estándar de Linux. Las actuales versiones proporcionan flexibilidad permitiendo la combinación de estas características según se necesiten.